# Chim nhại Floreana
Chim nhại Floreana (danh pháp hai phần: Mimus trifasciatus) là một loài chim nhại và là loài chim đặc hữu của họ Mimidae phân bố ở đảo Floreana thuộc quần đảo Galapagos của Ecuador. Loài chim này chỉ bé bằng chim sẻ, có bộ lông màu nâu sậm, bụng trắng với hai vệt nâu đặc trưng trước ngực cùng chiếc mỏ cong.
Đây là một trong những loài chim quý hiếm nhất thế giới và là loài có ảnh hưởng đến việc nghiên cứu thuyết tiến hóa của Charles Darwin (những mẫu vật mà ông này thu thập được vào năm 1835). Do môi trường sống bị hủy hoại cũng như cạnh tranh với các loài khác, chúng đã dần biến mất ở đảo Floreana, hiện nay loài chim này chỉ còn lại khoảng 500 cá thể phân thành hai nhánh nhỏ tập trung trên hai hòn đảo Champion và Gardner.